# Ruta Estatal de California 22
La Ruta Estatal de California 22 en el estado estadounidense de California es una carretera de sentido este-oeste en el sur del condado de Los Ángeles y el norte en el condado de Orange. La ruta pasa desde Long Beach y Orange y por Garden Grove. En la parte occidental de la ruta se encuentra la 7.ª Calle de Long Beach. Desde Long Beach al extremo oriental en Orange, la ruta es conocida como Garden Grove Freeway. Es una de las dos principales rutas de sentido este-oeste del condado de Orange (la otra es el Riverside Freeway de aproximadamente ocho millas (13 km) al norte).
Esta ruta es parte del Sistema de Autovías y Vías Expresas de California.

## Mantenimiento
Al igual que las autopistas interestatales, y las rutas federales y el resto de carreteras estatales, la Ruta Estatal de California 22 es administrada y mantenida por el Departamento de Transporte de California por sus siglas en inglés Caltrans.

## Cruces
La Ruta Estatal de California 22 es atravesada principalmente por la  I 405  I 605  en Seal Beach
 I 5  SR 57  en Santa Ana.